# Кустовецька сільська рада (Хмільницький район)
| Кустовецька сільська рада — колишній орган місцевого самоврядування у Хмільницькому районі Вінницької області з адміністративним центром у с. Кустівці. Сільській раді підпорядковані населені пункти: - с. Кустівці - с-ще Кустовецьке - с. Рогинці |

## Склад ради
Рада складалася з 14 депутатів та голови.

## Керівний склад сільської ради
| ПІБ                        | Основні відомості                                                 | Дата обрання | Дата звільнення |
| -------------------------- | ----------------------------------------------------------------- | ------------ | --------------- |
| Ковальчук Петро Федорович  | Сільський голова, 1960 року народження, освіта, безпартійний      | 26.03.2006   | 31.10.2010      |
| Гладкий Петро Анатолійович | Сільський голова, 1972 року народження, освіта вища, безпартійний | 31.10.2010   |                 |

Примітка: таблиця складена за даними джерела